# Associazione Sportiva Volley Lube 2008-2009
Questa voce raccoglie le informazioni riguardanti l'Associazione Sportiva Volley Lube nelle competizioni ufficiali della stagione 2008-2009.

## Stagione
La stagione 2008-09 è per l'Associazione Sportiva Volley Lube, sponsorizzata dalla Banca Marche, la quattordicesima consecutiva in Serie A1; rispetto all'annata precedente viene confermato come allenatore Ferdinando De Giorgi, così come la rosa rimane praticamente intatta, eccetto per gli acquisti di Andrea Giovi, Marko Podraščanin, entrambi dal Volley Corigliano, e Matteo Martino e le cessioni di Alessandro Paparoni, Lorenzo Smerilli, entrambi in prestito, Murray Grapentine e Andrija Gerić.
La stagione si apre con la Supercoppa italiana; l'Associazione Sportiva Volley Lube partecipa in quanto vincitrice della Coppa Italia e la sfidante è la Trentino Volley, campione d'Italia: la partita termina con un secco 3-0 per i marchigiani, che si aggiudicano il trofeo per la seconda volta.
Il campionato è segnato in apertura da quattro vittorie consecutive: la prima sconfitta arriva alla quinta giornata contro la Trentino Volley; il resto del girone di andata è un monologo di vittorie, con un'altra sola sconfitta contro la Pallavolo Modena per 3-2, che porta la squadra di Macerata al primo posto in classifica, qualificandola anche per la Coppa Italia. Il girone di ritorno è più incerto rispetto al precedente, con un maggior numero di sconfitte, cinque esattamente, di cui quattro fuori casa e due consecutive: tuttavia il club riesce a chiudere la regular season mantenendo il primo posto in classifica, assicurandosi l'ingresso ai play-off scudetto. Nei quarti di finale elimina in appena tre gare la Sisley Volley, accedendo così alle semifinali dove sfida la Pallavolo Piacenza: dopo aver vinto gara 1, perde le due sfide successive, ma riesce ad aggiudicarsi in trasferta gara 4, per poi cedere gara 5, in casa, ai piacentini, al tie-break, venendo eliminata dalla competizione.
Il primo posto al termine del girone di andata della Serie A1 2008-09, permette all'Associazione Sportiva Volley Lube di prendere parte alla Coppa Italia; nel quarto di finale elimina il Callipo Sport, accedendo quindi alla Final Four di Forlì: in semifinale vince per 3-1 contro la Pallavolo Piacenza e con lo stesso risultato ha la meglio sul Piemonte Volley in finale, aggiudicandosi il trofeo per la quarta volta, la seconda consecutiva.
La vittoria della Coppa Italia 2007-09 ha qualificato la squadra marchigiana direttamente alla Champions League 2008-09; l'Associazione Sportiva Volley Lube chiude il proprio raggruppamento nella fase a gironi al primo posto grazie cinque vittorie su sei gare disputate, accedendo così agli ottavi di finale dove incontra il Fenerbahçe Spor Kulübü: la squadra italiana batte quella turca per 3-0 nella gara di andata, me viene sconfitta in quella di ritorno per 3-2, anche se si qualifica al turno successivo grazie ad un maggior numero di set vinto. Lo stesso accade nei quarti di finale quando vince la gara di andata per 3-0 contro il Volejbol'nyj Klub Zenit e perde quella di ritorno per 3-2 ma accede alla Final Four di Praga per un miglior quoziente set. In semifinale lo scontro è il derby italiano contro la Trentino Volley, la quale riesco ad imporsi per 3-0; il club di Macerata non riesce a salire sul podio perdendo anche la finale per il terzo posto contro il Volejbol'nyj klub Iskra Odincovo.

## Organigramma societario
Area direttiva
- Presidente: Simona Sileoni
- Presidente onorario: Luciano Sileoni
- Vicepresidente: Albino Massaccesi

Area organizzativa
- Amministratore unico: Fabio Giulianelli
- Team manager: Claudio Leonardi
- Segreteria generale: Sergio Bartoloni
- Direttore sportivo: Stefano Recine

Area tecnica
- Allenatore: Ferdinando De Giorgi
- Allenatore in seconda: Massimo Caponeri
- Scout man: Matteo Carancini
- Responsabile settore giovanile: Mario Picchio
- Direttore tecnico settore giovanile: Gianni Rosichini

Area comunicazione
- Ufficio stampa: Marco Tentella
- Webmaster: Mirko Giardetti

Area marketing
- Ufficio marketing: Paolo Prenna

Area sanitaria
- Medico: Mariano Avio, Danilo Compagniucci
- Preparatore atletico: Ezio Bramard
- Fisioterapista: David Diaz
- Osteopata: Giuseppe Antinori
- Motivatore: Giuliano Bergamaschi

## Rosa
| N° | Nome                | Ruolo | Data di nascita   | Nazionalità sportiva |
| -- | ------------------- | ----- | ----------------- | -------------------- |
| 1  | Martin Lébl         | C     | 12 aprile 1980    | Rep. Ceca            |
| 3  | Andrea Giovi        | L     | 19 agosto 1983    | Italia               |
| 5  | Valerio Vermiglio   | P     | 1º marzo 1976     | Italia               |
| 6  | Andrea Bartoletti   | S     | 1º maggio 1978    | Italia               |
| 7  | Jan Willem Snippe   | S     | 21 maggio 1986    | Paesi Bassi          |
| 9  | Gianluca Saraceni   | S     | 12 dicembre 1979  | Italia               |
| 10 | Matteo Martino      | S     | 28 gennaio 1987   | Italia               |
| 11 | Natale Monopoli     | P     | 28 maggio 1975    | Italia               |
| 13 | Mirko Corsano       | L     | 28 ottobre 1973   | Italia               |
| 14 | Rodrigo Santana     | C     | 17 aprile 1979    | Brasile              |
| 15 | Igor Omrčen         | S/O   | 26 settembre 1980 | Croazia              |
| 16 | Sebastian Świderski | S     | 26 giugno 1977    | Polonia              |
| 18 | Marko Podraščanin   | C     | 29 agosto 1987    | Serbia               |

## Mercato
| Acquisti | Acquisti          | Acquisti          | Acquisti   |
| R.       | Nome              | da                | Modalità   |
| -------- | ----------------- | ----------------- | ---------- |
| L        | Andrea Giovi      | Volley Corigliano | definitivo |
| S        | Matteo Martino    | Sparkling Milano  | definitivo |
| C        | Marko Podraščanin | Volley Corigliano | definitivo |

| Cessioni | Cessioni            | Cessioni      | Cessioni   |
| R.       | Nome                | a             | Modalità   |
| -------- | ------------------- | ------------- | ---------- |
| C        | Andrija Gerić       | Panathīnaïkos | definitivo |
| C        | Murray Grapentine   | ?             | definitivo |
| S        | Alessandro Paparoni | Gabeca        | prestito   |
| L        | Lorenzo Smerilli    | Catania       | prestito   |

## Risultati

### Serie A1

#### Girone di andata
| 1ª giornata - 28 settembre 2008 PalaMaggetti, Roseto degli Abruzzi | Pineto        | 2 - 3 | Lube             | 25-23, 27-25, 19-25, 24-26, 9-15  |
| 2ª giornata - 4 ottobre 2008 PalaFontescodella, Macerata           | Lube          | 3 - 0 | Prisma Taranto   | 27-25, 25-21, 25-22               |
| 3ª giornata - 12 ottobre 2008 PalaValentia, Vibo Valentia          | Callipo       | 0 - 3 | Lube             | 23-25, 19-25, 21-25               |
| 4ª giornata - 19 ottobre 2008 PalaFontescodella, Macerata          | Lube          | 3 - 0 | Perugia          | 25-19, 25-19, 25-15               |
| 5ª giornata - 27 ottobre 2008 PalaTrento, Trento                   | Trentino      | 3 - 1 | Lube             | 18-25, 25-16, 25-22, 25-11        |
| 6ª giornata - 2 novembre 2008 PalaFontescodella, Macerata          | Lube          | 3 - 0 | BluVolley Verona | 25-21, 25-19, 25-22               |
| 7ª giornata - 9 novembre 2008 PalaFontescodella, Macerata          | Lube          | 3 - 0 | Piemonte         | 25-23, 25-23, 25-20               |
| 8ª giornata - 16 novembre 2008 PalaFabris, Padova                  | Sempre Padova | 1 - 3 | Lube             | 25-16, 26-28, 10-25, 23-25        |
| 9ª giornata - 23 novembre 2008 PalaFontescodella, Macerata         | Lube          | 3 - 0 | Forlì            | 25-20, 25-15, 25-15               |
| 10ª giornata - 30 novembre 2008 PalaVerde, Villorba                | Treviso       | 0 - 3 | Lube             | 23-25, 22-25, 17-25               |
| 11ª giornata - 6 dicembre 2008 PalaPanini, Modena                  | Modena        | 3 - 2 | Lube             | 25-19, 25-22, 19-25, 18-25, 18-16 |
| 12ª giornata - 14 dicembre 2008 PalaFontescodella, Macerata        | Lube          | 3 - 2 | Gabeca           | 21-25, 25-20, 25-18, 21-25, 15-12 |
| 13ª giornata - 21 dicembre 2008 PalaBanca, Piacenza                | Piacenza      | 2 - 3 | Lube             | 25-23, 23-25, 25-23, 22-25, 13-15 |

#### Girone di ritorno
| 14ª giornata - 29 dicembre 2008 PalaFontescodella, Macerata | Lube             | 3 - 2 | Pineto        | 25-23, 27-25, 24-26, 17-25, 21-19 |
| 15ª giornata - 3 gennaio 2009 PalaWojtyla, Martina Franca   | Prisma Taranto   | 3 - 1 | Lube          | 25-17, 25-14, 7-25, 25-17         |
| 16ª giornata - 6 gennaio 2009 PalaFontescodella, Macerata   | Lube             | 3 - 1 | Callipo       | 25-16, 23-25, 25-20, 26-24        |
| 17ª giornata - 11 gennaio 2009 PalaEvangelisti, Perugia     | Perugia          | 3 - 2 | Lube          | 19-25, 29-31, 25-23, 25-23, 15-13 |
| 18ª giornata - 18 gennaio 2009 PalaFontescodella, Macerata  | Lube             | 3 - 0 | Trentino      | 37-35, 29-27, 25-19               |
| 19ª giornata - 25 gennaio 2009 PalaOlimpia, Verona          | BluVolley Verona | 3 - 2 | Lube          | 20-25, 25-17, 25-21, 17-25, 15-13 |
| 20ª giornata - 8 febbraio 2009 PalaBreBanca, Cuneo          | Piemonte         | 3 - 2 | Lube          | 25-15, 37-39, 17-25, 25-19, 15-9  |
| 21ª giornata - 15 febbraio 2009 PalaFontescodella, Macerata | Lube             | 3 - 0 | Sempre Padova | 25-18, 25-14, 25-23               |
| 22ª giornata - 22 febbraio 2009 PalaGalassi, Forlì          | Forlì            | 1 - 3 | Lube          | 22-25, 25-27, 27-25, 16-25        |
| 23ª giornata - 1º marzo 2009 PalaFontescodella, Macerata    | Lube             | 3 - 2 | Treviso       | 19-25, 25-21, 25-23, 20-25, 16-14 |
| 24ª giornata - 8 marzo 2009 PalaFontescodella, Macerata     | Lube             | 3 - 0 | Modena        | 25-19, 25-17, 25-20               |
| 25ª giornata - 15 marzo 2009 PalaGeorge, Montichiari        | Gabeca           | 0 - 3 | Lube          | 25-27, 17-25, 22-25               |
| 26ª giornata - 22 marzo 2009 PalaFontescodella, Macerata    | Lube             | 2 - 3 | Piacenza      |                                   |

#### Play-off scudetto
| Quarti di finale (gara 1) - 26 marzo 2009 PalaFontescodella, Macerata | Lube     | 3 - 0 | Treviso  | 25-21, 25-21, 25-23               |
| Quarti di finale (gara 2) - 29 marzo 2009 PalaVerde, Villorba         | Treviso  | 2 - 3 | Lube     | 23-25, 25-19, 20-25, 25-23, 13-15 |
| Quarti di finale (gara 3) - 9 aprile 2009 PalaFontescodella, Macerata | Lube     | 3 - 1 | Treviso  | 21-25, 25-19, 25-22, 25-22        |
| Semifinali (gara 1) - 18 aprile 2009 PalaFontescodella, Macerata      | Lube     | 3 - 0 | Piacenza | 25-22, 25-15, 25-18               |
| Semifinali (gara 2) - 21 aprile 2009 PalaBanca, Piacenza              | Piacenza | 3 - 2 | Lube     | 20-25, 25-22, 20-25, 28-26, 15-11 |
| Semifinali (gara 3) - 24 aprile 2009 PalaFontescodella, Macerata      | Lube     | 0 - 3 | Piacenza | 20-25, 20-25, 19-25               |
| Semifinali (gara 4) - 27 aprile 2009 PalaBanca, Piacenza              | Piacenza | 0 - 3 | Lube     | 23-25, 18-25, 24-26               |
| Semifinali (gara 5) - 1º maggio 2009 PalaFontescodella, Macerata      | Lube     | 2 - 3 | Piacenza | 19-25, 20-25, 25-13, 25-21, 10-15 |

### Coppa Italia

#### Fase a eliminazione diretta
| Quarti di finale - 28 gennaio 2009 PalaBassano, Bassano del Grappa | Lube | 3 - 0 | Callipo  | 25-18, 25-18, 25-17        |
| Semifinali - 31 gennaio 2009 PalaGalassi, Forlì                    | Lube | 3 - 1 | Piacenza | 21-25, 25-19, 25-21, 25-22 |
| Finale - 1º febbraio 2009 PalaGalassi, Forlì                       | Lube | 3 - 1 | Piemonte | 25-21, 15-25, 25-20, 25-23 |

### Supercoppa italiana

#### Fase a eliminazione diretta
| Finale - 20 settembre 2008 Nelson Mandela Forum, Firenze | Trentino | 0 - 3 | Lube | 34-36, 19-25, 19-25 |

### Champions League

#### Fase a gironi
| 1ª giornata - 5 novembre 2008 Šumice Sport Center, Belgrado  | Stella Rossa | 1 - 3 | Lube         | 21-25, 25-21, 21-25, 24-26 |
| 2ª giornata - 12 novembre 2008 PalaFontescodella, Macerata   | Lube         | 3 - 1 | Roeselare    | 25-15, 25-17, 20-25, 25-20 |
| 3ª giornata - 11 dicembre 2008 Palma Arena, Palma di Maiorca | Pòrtol       | 0 - 3 | Lube         | 16-25, 16-25, 16-25        |
| 4ª giornata - 16 dicembre 2008 PalaFontescodella, Macerata   | Lube         | 3 - 0 | Pòrtol       | 27-25, 28-26, 25-10        |
| 5ª giornata - 14 gennaio 2009 Schiervelde, Roeselare         | Roeselare    | 3 - 1 | Lube         | 25-21, 25-21, 19-25, 30-28 |
| 6ª giornata - 21 gennaio 2009 PalaFontescodella, Macerata    | Lube         | 3 - 1 | Stella Rossa | 18-25, 25-18, 25-17, 25-22 |

#### Fase a eliminazione diretta
| Ottavi di finale (andata) - 11 febbraio 2009 PalaFontescodella, Macerata         | Lube           | 3 - 0 | Fenerbahçe  | 25-22, 25-23, 25-21               |
| Ottavi di finale (ritorno) - 18 febbraio 2009 Burhan Felek Spor Salonu, Istanbul | Fenerbahçe     | 3 - 2 | Lube        | 19-25, 27-29, 25-16, 25-23, 15-13 |
| Quarti di finale (andata) - 4 marzo 2009 PalaFontescodella, Macerata             | Lube           | 3 - 0 | Zenit-Kazan | 26-24, 25-18, 25-20               |
| Quarti di finale (ritorno) - 11 marzo 2009 Baskethall, Kazan'                    | Zenit-Kazan    | 3 - 2 | Lube        | 20-25, 25-23, 23-25, 25-20, 15-11 |
| Semifinali - 4 aprile 2009 O2 Arena, Praga                                       | Trentino       | 3 - 0 | Lube        | 25-21, 25-19, 25-23               |
| Finale - 5 aprile 2009 O2 Arena, Praga                                           | Iskra Odincovo | 3 - 2 | Lube        | 25-23, 25-23, 28-30, 21-25, 17-15 |

## Statistiche

### Statistiche di squadra
| Competizione        | Punti | In casa | In casa | In casa | In trasferta | In trasferta | In trasferta | Totale | Totale | Totale |
| Competizione        | Punti | G       | V       | P       | G            | V            | P            | G      | V      | P      |
| ------------------- | ----- | ------- | ------- | ------- | ------------ | ------------ | ------------ | ------ | ------ | ------ |
| Serie A1            | 57    | 18      | 15      | 3       | 16           | 9            | 7            | 34     | 24     | 10     |
| Coppa Italia        | -     | -       | -       | -       | -            | -            | -            | 3      | 3      | 0      |
| Supercoppa italiana | -     | -       | -       | -       | -            | -            | -            | 1      | 1      | 0      |
| Champions League    | 11    | 5       | 5       | 0       | 5            | 2            | 3            | 12     | 7      | 5      |
| Totale              | -     | 23      | 20      | 3       | 21           | 11           | 10           | 50     | 35     | 15     |

G = partite giocate; V = partite vinte; P = partite perse

### Statistiche dei giocatori
| Giocatore      | Serie A1 | Serie A1 | Serie A1 | Serie A1 | Serie A1 | Coppa Italia | Coppa Italia | Coppa Italia | Coppa Italia | Coppa Italia | Supercoppa italiana | Supercoppa italiana | Supercoppa italiana | Supercoppa italiana | Supercoppa italiana | Champions League | Champions League | Champions League | Champions League | Champions League | Totale | Totale | Totale | Totale | Totale |
| Giocatore      | P        | PT       | AV       | MV       | BV       | P            | PT           | AV           | MV           | BV           | P                   | PT                  | AV                  | MV                  | BV                  | P                | PT               | AV               | MV               | BV               | P      | PT     | AV     | MV     | BV     |
| -------------- | -------- | -------- | -------- | -------- | -------- | ------------ | ------------ | ------------ | ------------ | ------------ | ------------------- | ------------------- | ------------------- | ------------------- | ------------------- | ---------------- | ---------------- | ---------------- | ---------------- | ---------------- | ------ | ------ | ------ | ------ | ------ |
| A. Bartoletti  | 33       | 87       | 73       | 9        | 5        | 3            | 0            | 0            | 0            | 0            | 1                   | 3                   | 3                   | 0                   | 0                   | 11               | 90               | ?                | ?                | ?                | 48     | 180    | 76     | 9      | 5      |
| M. Corsano     | 32       | -        | -        | -        | -        | 3            | -            | -            | -            | -            | 1                   | -                   | -                   | -                   | -                   | 9                | -                | -                | -                | -                | 45     | -      | -      | -      | -      |
| A. Giovi       | 4        | -        | -        | -        | -        | 1            | -            | -            | -            | -            | -                   | -                   | -                   | -                   | -                   | 2                | -                | -                | -                | -                | 7      | -      | -      | -      | -      |
| M. Lébl        | 33       | 278      | 206      | 66       | 6        | 3            | 22           | 13           | 8            | 1            | 1                   | 5                   | 4                   | 1                   | 0                   | 11               | 63               | ?                | ?                | ?                | 48     | 368    | 223    | 75     | 7      |
| M. Martino     | 32       | 323      | 258      | 34       | 31       | 3            | 26           | 21           | 1            | 4            | 1                   | 14                  | 12                  | 1                   | 1                   | 8                | 58               | ?                | ?                | ?                | 44     | 421    | 291    | 36     | 36     |
| N. Monopoli    | 27       | 1        | 0        | 1        | 0        | 3            | 0            | 0            | 0            | 0            | 1                   | 0                   | 0                   | 0                   | 0                   | 6                | 11               | ?                | ?                | ?                | 37     | 12     | 0      | 1      | 0      |
| I. Omrčen      | 31       | 616      | 519      | 34       | 63       | 3            | 65           | 57           | 3            | 5            | 1                   | 19                  | 17                  | 0                   | 2                   | 10               | 129              | ?                | ?                | ?                | 45     | 829    | 593    | 37     | 70     |
| M. Podraščanin | 28       | 135      | 95       | 32       | 8        | 2            | 9            | 7            | 1            | 1            | 1                   | 9                   | 6                   | 2                   | 1                   | 9                | 86               | ?                | ?                | ?                | 40     | 239    | 108    | 35     | 10     |
| R. Santana     | 29       | 224      | 163      | 51       | 10       | 3            | 28           | 19           | 8            | 1            | -                   | -                   | -                   | -                   | -                   | 10               | 73               | ?                | ?                | ?                | 42     | 325    | 182    | 59     | 11     |
| G. Saraceni    | 21       | 25       | 22       | 2        | 1        | 1            | 0            | 0            | 0            | 0            | 0                   | 0                   | 0                   | 0                   | 0                   | 9                | 58               | ?                | ?                | ?                | 31     | 83     | 22     | 2      | 1      |
| J. Snippe      | 21       | 82       | 63       | 9        | 10       | 1            | 5            | 4            | 0            | 1            | 1                   | 9                   | 7                   | 0                   | 2                   | 9                | 92               | ?                | ?                | ?                | 32     | 188    | 74     | 9      | 13     |
| S. Świderski   | 32       | 383      | 329      | 37       | 17       | 3            | 32           | 28           | 3            | 1            | 1                   | 3                   | 3                   | 0                   | 0                   | 7                | 61               | ?                | ?                | ?                | 43     | 479    | 360    | 40     | 18     |
| V. Vermiglio   | 34       | 54       | 19       | 28       | 7        | 3            | 4            | 1            | 3            | 0            | 1                   | 2                   | 1                   | 1                   | 0                   | 10               | 13               | ?                | ?                | ?                | 48     | 73     | 21     | 32     | 7      |

P = presenze; PT = punti totali; AV = attacchi vincenti; MV = muri vincenti; BV = battute vincenti